# Giác thư Bắc Bộ
Giác thư Bắc Bộ' hay lan len bắc (danh pháp: Ceratostylis tonkinensis) là một loài thực vật có hoa trong họ Lan. Loài này được (Gagnep.) Aver. mô tả khoa học đầu tiên năm 1988.